# 钦诺克风

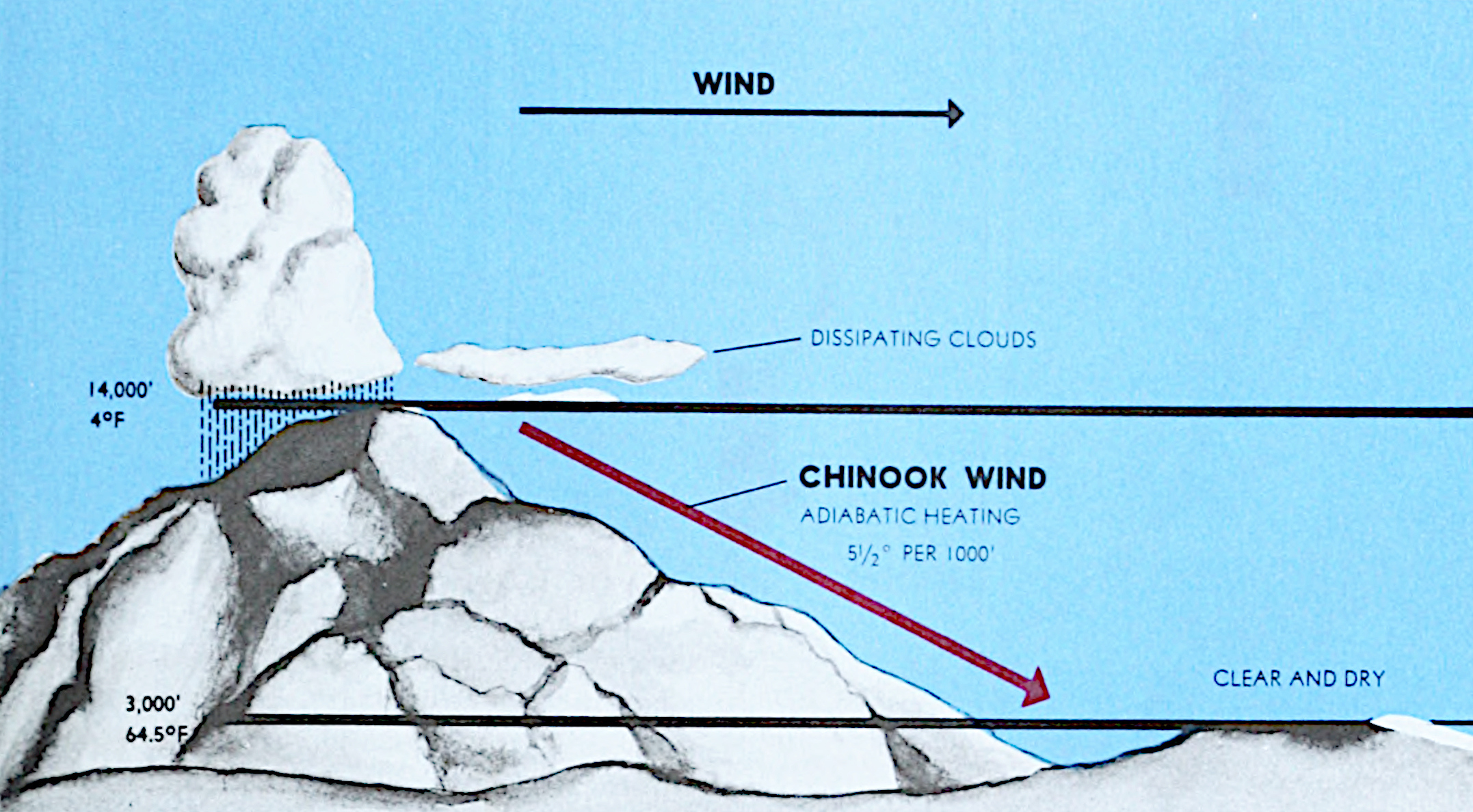
空气下降时的绝热升温产生了钦诺克风

钦诺克风（英语：Chinook wind，通常简称Chinook），又译为奇努克风，一般指位于北美洲西部的焚风，北美大平原及一系列的山脉都在这一地区。不过，该词最初指的是位于太平洋西北地区热而干燥的海岸风。
在艾伯塔、蒙大拿以其他一些内陆地区流传着一种错误的说法，说钦诺克风的意思是“吃雪者”(Snow Eater)。而事实上，钦诺克风这一名字来源于此处所居住的钦诺克人。最初，钦诺克风是指从海洋吹向太平洋西北地区内部地区的热风（钦诺克人曾住在哥伦比亚河下游地区的海边）。强烈的钦诺克风能够导致10厘米左右的积雪在一天之内就几乎消灭。这些雪一部分融化了，还有一部分则在干燥的风中蒸发。钦诺克风会导致冬天温度的升高，一般可以在几小时或几天时间内从零下20°C升高到10°C到20°C，之后温度又会回落至初始的水平。历史上有记载的24小时内最大温差是于1972年1月15日由钦诺克风引起的，当时蒙大拿州洛马（Loma）的气温从-48°C升高到9°C（−54°F升高到+49°F）
钦诺克（Chinook）一词中的二合字母ch在太平洋沿岸一些地区的发音与单词“教堂”（church）中的发音一致，不过在太平洋沿岸及大平原的另一些地区（如西雅图）发音如同法语中的发音（即shinook）。这是由于一些皮货公司雇佣的说法语的船夫将法语发音带到了这些地方。